# Martine Doyen
Pour les articles homonymes, voir Doyen.
Martine Doyen est une réalisatrice et scénariste belge née en 1961 à Bruxelles.

## Biographie
Après des études d'art, de communication, de jeu de l'acteur et d'écriture cinématographique, Martine Doyen débute dans les années 1990 à la télévision belge comme réalisatrice pour des émissions culturelles. Entourée d'acteurs et passionnée de cinéma depuis toujours, elle expérimente la fiction en réalisant une série de films en S8 et vidéo présentés dans des festivals alternatifs. Elle persévère avec quatre courts métrages de fiction soutenus par le Centre du cinéma de la Fédération Wallonie Bruxelles, primés dans des festivals internationaux importants tels que Clermont-Ferrand en 2001. Son premier long métrage Komma est sélectionné à la Semaine de la critique de Cannes en 2006. Witz (2018) est son deuxième long métrage.

Depuis 2009, elle produit et réalise également des fictions expérimentales no-budget : Tomorrow (2014) et Hamsters (2016) sélectionné au IFFR[Quoi ?] (section BandApart) de Rotterdam 2017.

## Démarche
« En tant que spectatrice, j'ai toujours aimé le style au cinéma ; Douglas Sirk, Hitchcock, Kubrick, Bunüel, Fellini, Lynch, Kaurismaki,... J'aime me perdre dans un univers visuel singulier, d'être menée en bateau par des récits poétiques, hors normes. En tant que cinéaste, je me rapproche naturellement de ce cinéma qui m'a toujours inspiré. Un cinéma qui surfe entre les genres, tout en atmosphère, avec de l'humour, du mystère et de l'émotion. S'éloigner du naturalisme pur et dur, conter plutôt que témoigner, mais toujours en phase avec le monde actuel. Un cinéma stylisé autour de personnages incarnés, décalés, borderline, « bigger than life ». »

## Filmographie

### Réalisatrice

#### Cinéma

##### Longs métrages
- 2006 : Komma (aussi monteuse)
- 2018 : Witz(aussi monteuse)

##### Expérimental
- 2014 : Tomorrow(aussi productrice, directrice de la photographie et monteuse)
- 2017 : Hamsters (aussi productrice, directrice de la photographie et monteuse)

##### Courts-métrages
- 1994 : Herman le gangster
- 1995 : L'Insoupçonnable univers de Josiane
- 1998 : Noël au balcon
- 2001 : Pâques au tison

### Scénariste

#### Cinéma
- 2006 : Komma
- 2018 : Witz

#### Courts-métrages
- 1994 : Herman le gangster
- 1995 : L'Insoupçonnable univers de Josiane
- 1998 : Noël au balcon
- 2001 : Pâques au tison

#### Distinctions
- 1995 : L'Insoupçonnable univers de Josiane

Grand prix du court-métrage au Festival du film d’action et d’aventures de Valenciennes, France, 1997
Prix du meilleur décor sonore au Festival international du film court de Virton, 1998
- 1998 : Noël au balcon

Mention spéciale du Jury pour l'Iris d'or au Festival international du film de Bruxelles, 1998
Grand prix du court-métrage au Festival du film d’action et d’aventure de Valenciennes, France, 1998
Drama Award au Second Annual Shorts International Film Festival, New York, 1998
Prime à la qualité du ministère de la Communauté française de Belgique, 1999
- 2001 : Pâques au tison

Prix spécial du jury au festival du court-métrage de Clermont-Ferrand 2002
Prix de la cinématographie au Festival « Oh ce court » de Bruxelles 2002
Grand prix Media 10/10 – Namur 2002
Prix du meilleur court métrage au Festival Media 10/10 de Namur 2002
- 2006 : Komma

sélectionné au forum des auteurs du 5e festival des scénaristes de la Ciotat, 2002
Prix Coup de cœur de la fondation GAN pour le cinéma français, 2013
sélectionné à la 45e Semaine de la critique de Cannes, 2006